# ヴィーナー・ノイシュタト - ショプロン線
ヴィーナー・ノイシュタト - ショプロン線（ドイツ語: Bahnstrecke Wiener Neustadt–Sopron）は、オーストリア国鉄の鉄道線の名称である。路線番号は524。

## 運行形態
快速と普通について説明する。

### 快速「レギオナルエクスプレス(REX)」
- REX93系統：　ウィーン - ノイシュタト - ドイチュクロイツ　【平日運行】
平日のみの運行。朝は、ドイチュクロイツ→ノイシュタット→ヴィーンの系統で、一日3本運行する。午後は、ノイシュタット→ドイチュクロイツ間に一日7本（一時間に1本）運行するが、うち3本はヴィーン始発となる。ノイシュタット以北は510号線に直通する。なお、ヴィーン～ショプロン間の快速は511号線の方が本数が多いが、所要時間は524号線経由の方が短い。

### 普通
- R93系統：　ノイシュタット - ショプロン ( ← ドイチュクロイツ)
概ね1時間に1本の運行。ヴィーナー・ノイシュタットで、ヴィーン方面超特急(RJ)に接続する。土曜日に限り、1本がドイチュクロイツ始発となる。
2020年以前は、休日の本数が少し少なく、2時間程度運行されない時間帯があった。また、ドイチュクロイツ発着は平日1往復運行していた。

## 駅一覧
以下では、オーストリア国鉄524号線の駅と営業キロ、停車列車、接続路線などを一覧表で示す。
- 種別
  - REX：快速
  - R：普通
- 停車駅
  - ■印：全列車停車
  - ●印：一部通過
  - ○印：一部停車
  - ｜印：全列車通過

| 路線名 | 駅名                                 | 駅間営業キロ | 累計営業キロ | REX | R | 接続路線                                    | 所在地                           | 所在地                     |
| ------ | ------------------------------------ | ------------ | ------------ | --- | - | ------------------------------------------- | -------------------------------- | -------------------------- |
| 524    | ヴィーナー・ノイシュタト本駅         | -            | -0.6         | ■   | ■ | 510号線、511号線、520号線、521号線、522号線 | ニーダーエスターライヒ州         | ヴィーナー・ノイシュタト市 |
| 524    | カッツェルスドルフ駅                 | 4.1          | 3.5          | ｜  | ■ |                                             | ニーダーエスターライヒ州         | ヴィーナー・ノイシュタト市 |
| 524    | ノイデアフル駅                       | 2.5          | 6.0          | ｜  | ■ |                                             | ブルゲンラント州                 | マッタースブルク郡         |
| 524    | バト・ザウアーブルン駅               | 2.9          | 8.9          | ｜  | ■ |                                             | ブルゲンラント州                 | マッタースブルク郡         |
| 524    | ヴィーゼン・ジーグレス駅             | 4.3          | 13.2         | ｜  | ■ |                                             | ブルゲンラント州                 | マッタースブルク郡         |
| 524    | マッタースブルク北駅                 | 3.0          | 16.2         | ｜  | ■ |                                             | ブルゲンラント州                 | マッタースブルク郡         |
| 524    | マッタースブルク駅                   | 0.8          | 17.0         | ■   | ■ |                                             | ブルゲンラント州                 | マッタースブルク郡         |
| 524    | マーツ・ローアバッハ駅               | 2.5          | 19.5         | ■   | ■ |                                             | ブルゲンラント州                 | マッタースブルク郡         |
| 524    | ロイパースバッハ・シャッテンドルフ駅 | 5.7          | 25.2         | ■   | ■ |                                             | ブルゲンラント州                 | マッタースブルク郡         |
| 524    | ショプロン駅                         | 7.9          | 33.1         | ■   | ■ | 512号線、ハンガリー国鉄8号線、15号線        | ジェール・モション・ショプロン県 | ショプロン郡               |
| 512    | ドイチュクロイツ駅                   | 9.4          | 42.5         | ■   | ■ |                                             | ブルゲンラント州                 | オーバープレンドルフ郡     |